# Capnia lepnevae
Capnia lepnevae is een steenvlieg uit de familie Capniidae. De wetenschappelijke naam van de soort is voor het eerst geldig gepubliceerd in 1957 door Zapekina-Dulkeit.